# Droite de Sorgenfrey
En mathématiques, la droite de Sorgenfrey — souvent notée S, — est la droite réelle ℝ munie de la topologie (plus fine que la topologie usuelle) dont une base est constituée des intervalles semi-ouverts de la forme [a, b[ (pour a et b réels tels que a < b). Robert Sorgenfrey l'a définie pour démontrer que le produit de deux espaces paracompacts n'est pas toujours paracompact ; c'est aussi un exemple simple d'espace normal dont le carré n'est pas normal.

## Propriétés
- Cette topologie sur ℝ est strictement plus fine (c'est-à-dire qu'elle a strictement plus d'ouverts) que la topologie usuelle, car une base de cette dernière est constituée des invervalles ouverts, or chacun d'eux est une réunion (dénombrable) d'intervalles semi-ouverts. Elle n'est tout de même pas discrète.
- Chaque intervalle semi-ouvert [a, b[ (pour a < b ≤ +∞) est ouvert dans S mais aussi fermé. Ceci prouve que S est de dimension topologique nulle, donc totalement discontinu.
- Toute partie compacte C de S est au plus dénombrable. En effet, pour tout x ∈ C, les ouverts ]–∞, x – 1/n[ (n ∈ ℕ*) et l'ouvert [x, +∞[ forment un recouvrement de C, dont on peut extraire un sous-recouvrement fini ; il existe donc un rationnel q(x) < x tel que x soit le seul point de C dans l'intervalle [q(x), x]. Les intervalles [q(x), x], quand x parcourt C, sont alors disjoints deux à deux donc q est une injection de C dans ℚ.
- Cette topologie sur ℝ est aussi appelée en anglais lower limit topology, pour rappeler la propriété suivante : une suite (ou même une suite généralisée) (xα) dans S converge vers L si et seulement si elle « approche L par la droite », c'est-à-dire si pour tout ε > 0, il existe un indice α0 tel que pour tout α > α0, L ≤ xα < L + ε. Ainsi, pour une fonction réelle f : ℝ → ℝ, une limite à droite de f en un point x pour la topologie usuelle sur ℝ est la même chose qu'une limite ordinaire de f en x quand l'ensemble de départ est muni de la topologie de Sorgenfrey (l'ensemble d'arrivée restant muni de sa topologie usuelle).
- L'espace S est séparé et même parfaitement normal[2] (donc régulier).
- En termes de fonctions cardinales, il est à bases dénombrables de voisinages et séparable[4], mais pas à base dénombrable, ni même[5] à réseau dénombrable.
- En termes plus spécifiques d'axiomes de recouvrement, il est (fortement) de Lindelöf[2] donc (puisqu'il est régulier) paracompact, mais (puisque ses compacts sont dénombrables) pas σ-compact ni localement compact.
- C'est un espace de dimension zéro.
- Il n'est pas métrisable (puisqu'il est séparable mais pas à base dénombrable). Puisqu'il est paracompact, il n'est donc même pas localement métrisable et ce n'est pas un espace de Moore[6]. Cependant, sa topologie est engendrée par une pramétrique.
- C'est un espace de Baire[7].